# توماس أوستين بالانتين جونيور
توماس أوستين بالانتين جونيور (بالإنجليزية: Thomas Austin Ballantine, Jr.)‏ هو قاضي ومحامي أمريكي، ولد في 22 سبتمبر 1926 في لويفيل في الولايات المتحدة، وتوفي بنفس المكان في 18 فبراير 1992.